# Detektiv mit kleinen Fehlern
Detektiv mit kleinen Fehlern ist eine US-amerikanische Film-noir-Parodie aus dem Jahr 1947. Regie führte Elliott Nugent nach einem Drehbuch von Edmund Beloin und Jack Rose. Die Hauptrollen spielten Bob Hope und Dorothy Lamour.

## Handlung
Ronnie Jackson, Gefangener im San Quentin State Prison, soll hingerichtet werden. Er zeigt sich dabei sehr locker, allerdings nur, bis er erfährt, dass der Gouverneur auf eine Begnadigung verzichtet hat. Während der letzten Vorbereitungen für die Hinrichtung darf er der Presse erzählen, wie es soweit kommen konnte:
Ronnie ist ein Babyfotograf am Rande (nicht in!) der Chinatown von San Francisco. Eines Abends, er entwickelt gerade die Fotos des mürrischen Sohns von Mrs. Fong, hört er seinen Nachbarn, den Detektiv Sam McCloud, in sein Atelier kommen. Ronnie möchte von Sam als Partner angenommen werden, schließlich habe er eine Pistole. Er habe auch eine Spezialkamera entwickelt, mit der man durch Schlüssellöcher fotografieren kann. McCloud lehnt ab, muss aber sofort nach Chicago und bittet Ronnie, eventuelle Anrufe anzunehmen. Während Ronnie noch etwas in Sams Büro von einem Leben als Detektiv träumt, kommt Carlotta Montay. Ihr Rollstuhlfahrender Onkel, Baron Montay, wurde entführt, und sie benötigt Hilfe von Sam, für den sie Ronnie hält. Sie fühlt sich – zurecht – verfolgt und gibt Ronnie ihre gegenwärtige Adresse und eine Karte, die er mit seinem Leben verteidigen soll. Nachdem Carlotta gegangen ist, versteckt Ronnie die Karte im Wasserspender seines Büros und fährt zu der Adresse, einem Anwesen. Empfangen wird er dort von Kismet, der ihm hilft, seinen Mantel auszuziehen und ihm dabei die Pistole stiehlt. Carlotta erzählt Ronnie, dass sie nach der Entführung ihres Onkels Hilfe bei dessen ehemaligem Geschäftspartner Major Simon Montague gesucht hat; seitdem wohnt sie bei ihm und fühlt sich verfolgt. Nachdem Montague Carlotta weggeschickt hat, führt er Ronnie zum Baron, der auch im Haus lebt. Zusammen mit dem Neurologen Dr. Lundau und Tony erzählen sie Ronnie, Carlotta sei etwas verrückt, sie habe sich das alles eingebildet. Sie sei aber harmlos, lediglich wenn sie erregt sei, müsse man aufpassen. Ronnie verlässt daher das Haus. Kaum draußen bemerkt er, dass seine Pistole weg ist. Er beobachtet deshalb das Haus, sieht durch ein Fenster Baron Montay aus seinem Rollstuhl aufstehen und erkennt, dass es sich um einen Doppelgänger handelt. Ronnie macht zum Beweis ein Foto mit seiner Schlüssellochkamera. Allerdings wird er dabei von Kismet erwischt, der sofort mit einem Messer nach ihm wirft. Ronnie flüchtet, wird aber verfolgt und entkommt in sein Büro. Mit dem entwickelten Bild will er von Sams Büro aus die Polizei rufen. Dort wartet aber schon Kismet, schlägt Ronnie nieder, nimmt das Bild an sich und zerstört das Negativ.
Als Ronnie wieder zu sich kommt, erscheint Mrs. Fong, die das Bild ihres Sohnes abholen will. Ronnie gibt ihr das Negativ und meint, er habe sich vom Geschäft zurückgezogen, sie möge es bitte woanders entwickeln lassen. Er fährt mit der Polizei zurück zum Anwesen. Dort sieht aber alles unbewohnt aus. Dem als Gärtner auftretenden Kismet gelingt es, die Polizisten davon zu überzeugen, dass alles in Ordnung ist. Ronnie dagegen durchsucht heimlich das Haus. Dabei gelingt es Kismet mit Mühe, ihn einen Hinweis auf das Seacliffe Lodge Sanitorium finden zu lassen. Ronnie fährt sofort dorthin, wird aber bald von Willie, einem körperlich extrem starken, aber kindlich naiven Wärter, zu Montague gebracht. Dieser will von Ronnie die Karte haben. Ronnie und die ebenfalls anwesende Carlotta schicken ihn aber an den falschen Ort. Während Tony dorthin fährt, werden Ronnie und Carlotta in benachbarten Zimmern eingesperrt. Die beiden können jedoch fliehen. Carlotta war von ihrem ebenfalls im Sanatorium anwesenden Onkel zu dem Geologen James Collins geschickt worden, also suchen die beiden ihn auf. Von Collins erfahren sie, dass es um Uran auf dem Land des Barons geht. Montay möchte das Uran der Regierung geben, aber auch die Gruppe um Montague will es haben. Collins fährt zusammen mit Ronnie zur Polizei und will von dort das FBI über die Entführung und den falschen Baron informieren. Kismet, der sich im Wagen versteckt hatte, erschießt Collins jedoch vor dem Polizeipräsidium mit Ronnies Pistole und verschwindet. Ronnie bekommt dies zunächst nicht mit und macht sich verdächtig, kann jedoch fliehen. Nun wird er landesweit als Mörder von Collins gesucht. Trotzdem gelingt es ihm, mit Carlotta zu dem geplanten Treffen des Barons mit Regierungsvertretern in ein Hotel nach Washington zu reisen. Da Ronnie und Carlotta dort aber kein Zimmer bekommen, lassen sie sich als Boy und Zimmermädchen einstellen, um die Bande zu überführen. Es gelingt ihnen tatsächlich, ein Geständnis von Kismet auf ein Diktiergerät aufzunehmen. Carlotta holt die Polizei, während Ronnie die Bande mit seiner Pistole in Schach halten will. Kurz bevor er überwältigt wird, kommt die Polizei. Doch es gelingt Ronnie nicht, den Beamten das Geständnis vorzuspielen, weil Kismet die Schallplatte austauschen konnte. Montague nennt den Polizisten Ronnies Namen. So kam er ins Gefängnis nach San Quentin.
Nach dieser Geschichte wollen die Journalisten im Zuschauerraum bei der Hinrichtung dabei sein. Da Carlotta mit Sams Hilfe aber das Foto mit dem falschen Major von Mrs. Fong bekommen hat, das Ronnie mit dem Babyfoto verwechselt hatte, klärt sich die Sache auf und die Hinrichtung wird abgesagt. Wieder frei und als Retter von Baron Montay gefeiert meint Ronnie erneut, er sei ein großer Detektiv. Carlotta, die sich inzwischen in ihn verliebt hat, redet ihm dies aber sofort wieder aus.

## Produktion

### Produktionsfirmen
Detektiv mit kleinen Fehlern wurde zu gleichen Teilen von Paramount Pictures und Hope Enterprises produziert. Für Bob Hopes Firma war dies die erste Filmproduktion. Bob Hope war erfreut über die Freiheiten, die er mit einer eigenen Firma hatte.

### Besetzung
Die Rolle der Carlotta sollte ursprünglich Paulette Goddard bekommen, sie ging schließlich aber an Dorothy Lamour, die vorher schon sechs Mal eine Hauptrolle neben Hope gehabt hatte (Der Weg nach Singapur, Der Weg nach Sansibar, Caught in the Draft, Der Weg nach Marokko, They Got Me Covered und Der Weg nach Utopia).
Mit Peter Lorre und Lon Chaney junior wurden zwei Schauspieler eingesetzt, die das Publikum aus den parodierten Filmen bereits kannte. Für Lorre wäre da vor allem an Die Spur des Falken zu nennen, er hatte sich aber auch schon in entsprechenden Komödien wie Arsen und Spitzenhäubchen einen Namen gemacht. Chaney dagegen wiederholte seine Rolle aus Von Mäusen und Menschen und war auch aus mehreren Horrorfilmen bekannt.
Als spektakulär wurden zwei Cameoauftritte empfunden. Alan Ladd spielte Sam McCloud, dem Ronnie gesteht, dass er schon immer „ein kaltschnäuziger Detektiv werden [wollte], wie Humphrey Bogart, Dick Powell, meinetwegen sogar Alan Ladd“. Hopes oftmaliger „freundlicher Gegenspieler“ Bing Crosby ärgert sich als Henker Harry am Ende furchtbar, weil Ronnies Hinrichtung ausfällt. Ronnie/Hope meinte dazu: „Er nimmt auch jede Rolle an.“ Crosby bekam für dieses Cameo 25.000 Dollar, die er komplett spendete.
Für die Kostüme in Detektiv mit kleinen Fehlern war Edith Head verantwortlich.

### Dreharbeiten
Die Dreharbeiten von Detektiv mit kleinen Fehlern gingen vom 15. Juli bis Mitte September 1946. Gedreht wurde On Location in Carmel-by-the-Sea, San Francisco, und San Quentin, sowie in den Paramount Studios.

### Musik
Die Filmmusik von Detektiv mit kleinen Fehlern stammte von Robert Emmett Dolan. Zusätzlich schrieben Jay Livingston (Musik) und Ray Evans (Text) die beiden Lieder Beside You und My Favorite Brunette für den Film. Beside You wurde von Dorothy Lamour gesungen, als Carlotta das Gespräch mit Ronnie in dem Anwesen etwas aufschieben will, um Kismet vom Lauschen abzuhalten. Das Lied lief auch im Radio einigermaßen erfolgreich, es schaffte es mehrfach in die Variety-Liste der Lieder mit dem größten Radiopublikum, so zum Beispiel am 28. Mai 1947. Das Lied My Favorite Brunette dagegen kam im Film nicht vor.

### Erstaufführung
Detektiv mit kleinen Fehlern wurde am 19. März 1947 in Los Angeles uraufgeführt und kam am 4. April 1947 in die US-amerikanischen Kinos. Der Film wurde von Paramount Pictures vertrieben.
Die deutsche Erstaufführung war am 26. März 1983 in der ARD.

### Synchronisation
Detektiv mit kleinen Fehlern wurde 1979 von der Berliner Synchron GmbH synchronisiert. Klaus Havenstein schrieb das Dialogbuch und führte auch Synchronregie.
| Rolle           | Schauspieler      | Synchronsprecher      |
| --------------- | ----------------- | --------------------- |
| Ronnie Jackson  | Bob Hope          | Frank Glaubrecht      |
| Carlotta Montay | Dorothy Lamour    | Marianne Groß         |
| Kismet          | Peter Lorre       | Horst Gentzen         |
| Willie          | Lon Chaney junior | Wolfgang Völz         |
| Simon Montague  | Charles Dingle    | Joachim Cadenbach     |
| James Collins   | Reginald Denny    | Jochen Schröder       |
| Baron Montay    | Frank Puglia      | Eric Vaessen          |
| Crawford        | Charles Arnt      | Friedrich G. Beckhaus |
| Sam McCloud     | Alan Ladd         | Norbert Langer        |

## Rezeption

### Kritiken
Die meisten zeitgenössischen Kritiker fanden den Film schnell und witzig. Auch wenn der Film nicht ganz den hohen Standard der Bob-Hope-Komödien erreiche und gegen Ende etwas nachlasse, gebe er Hope die Möglichkeit, das zu zeigen, was er besonders gut könne: Gags zu bringen und einen Feigling zu spielen. Es wurde auch geschrieben, dass Peter Lorre und Lon Chaney junior viel zum Humor des Films beitragen.
Auch spätere Kritiker fanden Detektiv mit kleinen Fehlern schnell und witzig oder zumindest „witzig geschrieben“. Der Film habe zwar nicht viele wirklich witzige Szenen, sei aber jederzeit amüsant; andererseits wird er als „voll mit Höhepunkten“ beschrieben. Gegen Ende lasse das Komische nach, das sei jedoch dem parodierten Genre geschuldet. Andere Kritiker fanden, der Film sei eine „lauwarme Parodie“ und „bestenfalls einigermaßen unterhaltend“. Sehr gestört habe jedoch, dass nicht gesagt wird, was die „Terrorgruppe“ wolle und welcher politischen Richtung sie zuzuordnen sei. Dies lasse ein „klaffendes Loch“ in der Geschichte.
Bob Hope sei in seinem Element, er habe die Gelegenheit, das zu spielen, was er kann, auch das parodierte Genre passe perfekt zu ihm. Seine Fähigkeit, sein komisches und sein dramatisches Talent meisterhaft zu vereinen, mache den Film besonders. Andererseits wurde der Film auch als „in der Hauptrolle penetrant überspielt“ bewertet. Dorothy Lamour unterstütze Hope sehr gut.
Überraschenderweise seien aber Peter Lorre und vor allem Lon Chaney junior besonders witzig; sie werden auch sonst oft hervorgehoben. Lorre habe eine besonders erinnerungswürdige Szene, als er eine falsche Spur für Ronnie zu legen versucht, dieser den Hinweis aber immer wieder übersieht. In dieser Szene helfe auch die perfekt getimete Musik von Robert Emmet Dolan. Chaney dagegen wiederhole seine Rolle aus Von Mäusen und Menschen, sei dabei aber witzig und sogar „süß“.
Regisseur Elliott Nugent wird zumeist nicht in den Kritiken erwähnt. Der Film sei ohne besonderen Glanz inszeniert.
Alles in allem sei Detektiv mit kleinen Fehlern beinahe eine klassische Komödie, eine „wahrhaft einzigartige und erinnerungswürde Film-noir-Parodie“. Sie unterhalte immer noch jüngere wie ältere Zuschauer und sei daher sehr empfehlenswert. Es wird jedoch auch geschrieben, dass der Film ein nur „halbwegs unterhaltender komischer Thriller“ sei. Jedenfalls sei er sowohl bei den Kritikern als auch kommerziell ein größerer Erfolg gewesen und werde durchgehend als einer der besten Filme mit Bob Hope bewertet.

### Einspielergebnis
In der Liste der Filme, die 1947 in den USA und Kanada die höchsten Einspielergebnisse hatten, steht Detektiv mit kleinen Fehlern mit 3,1 Millionen Dollar auf Platz 31.

### My Favorite …
Detektiv mit kleinen Fehlern, der nach Geliebte Spionin von 1942 und vor Spione, Liebe und die Feuerwehr von 1951 entstand, wurde als Teil einer Trilogie aufgefasst. In allen drei Filme tritt Bob Hope in der Hauptrolle als unfähiger Möchtegernspion oder -detektiv auf und alle sind Parodien auf die jeweiligen Genres. Auch die Originaltitel der Filme, My Favorite Blonde, My Favorite Brunette und My Favorite Spy deuten auf eine Verbindung hin. Darüber hinaus haben die drei Filme wenig gemeinsam, die Handlung ist unabhängig und die Figuren von Hope haben unterschiedliche Namen und Charaktereigenschaften.

## Nachwirkungen
Eine unter anderem von Bob Hope gesprochene Radioversion wurde am 13. Oktober 1947 von The Sceen Guild Theatre gesendet.
1975 ging Detektiv mit kleinen Fehlern in den USA in die Public Domain über, d. h., er wurde frei von Urheberrechten. Zu dieser Zeit musste in den USA ein Copyright nach 28 Jahren erneuert werden, was der Rechteinhaber des Films versäumte. Eine Folge davon ist, dass es unübersichtlich viele DVDs des Films gibt.
Bob Hope hat die Arbeit von Woody Allen sehr beeinflusst, was dieser mehrmals bestätigte. Craig Butler meint, dies könne man an Detektiv mit kleinen Fehlern besonders gut sehen, da viele der Gags in dem Film gut zu Filmen von Allen passen würden. Allerdings hätte Allen sie ironischer präsentiert. Wes Gehring nennt Beispiele. So habe Allen die Szene, in der Ronny allein in Sams Büro sitzt und dessen Whiskey trinkt, für seinen Film Mach’s noch einmal, Sam „geborgt“. Die „falsche Tapferkeit“ Ronnies in der Todeszelle ähnelt sehr der, die Woody Allen in einer ähnlichen Situation in Die letzte Nacht des Boris Gruschenko zeige. Besonders könne man den Einfluss von Detektiv mit kleinen Fehlern aber an dem Film Verbrechen und andere Kleinigkeiten sehen.